# کابوس

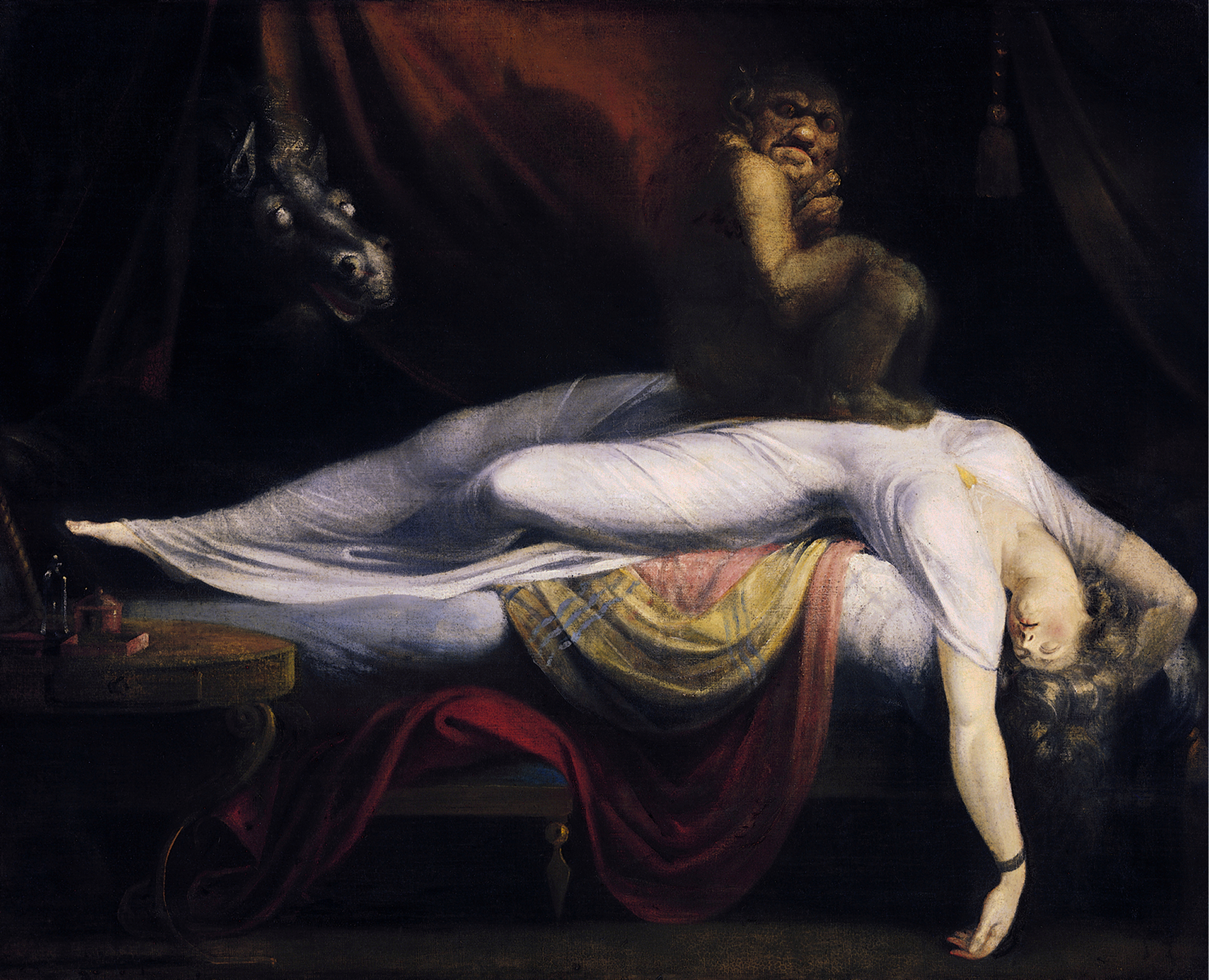
کابوس, هنری فوسلی، ۱۷۱۸

کابوس یا کابوس شبانه، یکی از اختلالات خواب است که در دانش خواب‌شناسی یا روان‌شناسی خواب مورد بررسی و مطالعه قرار می‌گیرد. کابوس یک رویای وحشتناک و ناخوشایند است که دستگاه عصبی شخص را تحریک می‌کند و در نتیجه شخص به‌طور ناخودآگاه به آن پاسخ عصبی می‌دهد. کابوس ریشه در رویدادهای روز گذشته یا جریانات زندگی شخص دارد و در بعضی موارد می‌تواند به فلج خواب بینجامد.

## علل کابوس
از جمله عواملی که ممکن است باعث به‌وجود آمدن کابوس شوند می‌توان به موارد زیر اشاره کرد:
- تحت استرس قرار داشتن یا مضطرب بودن (معمولاً از یک رویداد تأثیرگذار در زندگی ناشی می‌شود).
- دچار شدن به اختلالات خواب (مانند حمله خواب).
- تب داشتن.
- عوارض جانبی داروها.
- خوردن بیش از حد پیش از خواب (که افزایش سوخت و ساز و فعالیت مغز را باعث می‌شود).